# Замок Болсовер
Замок Болсовер (англ. Bolsover Castle) — замок в городе Болсовер на северо-востоке английского графства Дербишир. Построенный в начале XVII века, нынешний замок стоит на земляных валах и руинах средневековой крепости XII века; первое строение нового замка было возведено в 1612—1617 годах сэром Чарльзом Кавендишем.
В настоящее время замок находится на попечении благотворительной организации «Английское наследие» как памятник архитектуры I степени и памятник древности.

## История

### Средние века
Первоначальный замок был построен семьёй Певерел в XII веке и перешёл в собственность Короны в 1155 году, когда умер Уильям Певерел-младший. Семья Феррерс, графы Дерби, претендовали на собственность Певерелов.
Когда группа баронов во главе с сыновьями короля Генриха II — Генрихом Молодым Королём, Джеффри, герцогом Бретани и принцем Ричардом, позже Ричардом Львиное Сердце, — подняли мятеж против короля, Генрих потратил 116 фунтов стерлингов на укрепление замков Болсовер и Певерил в Дербишире. Гарнизон трёх замков (Болсовер, Певерил и Ноттингем) на время восстания был увеличен до двадцати рыцарей. Когда король Иоанн взошёл на престол в 1199 году после смерти своего брата Ричарда, Уильям де Феррерс заплатил королю 2000 марок за владения Пик, но Корона сохранила за собой замки Болсовер и Певерил. В конце концов Иоанн передал их Феррерсу в 1216 году, чтобы заручиться его поддержкой перед угрозой восстания. Тем не менее кастелян Брайан де Лиль отказался их передать. Хотя де Лиль и Феррерс оба были сторонниками Иоанна, король разрешил Феррерсу захватить замки силой. Ситуация всё ещё оставалась неразрешённой, когда Генрих III стал королём после смерти своего отца в 1216 году. Болсовер был сдан Феррерсу в 1217 году после осады.

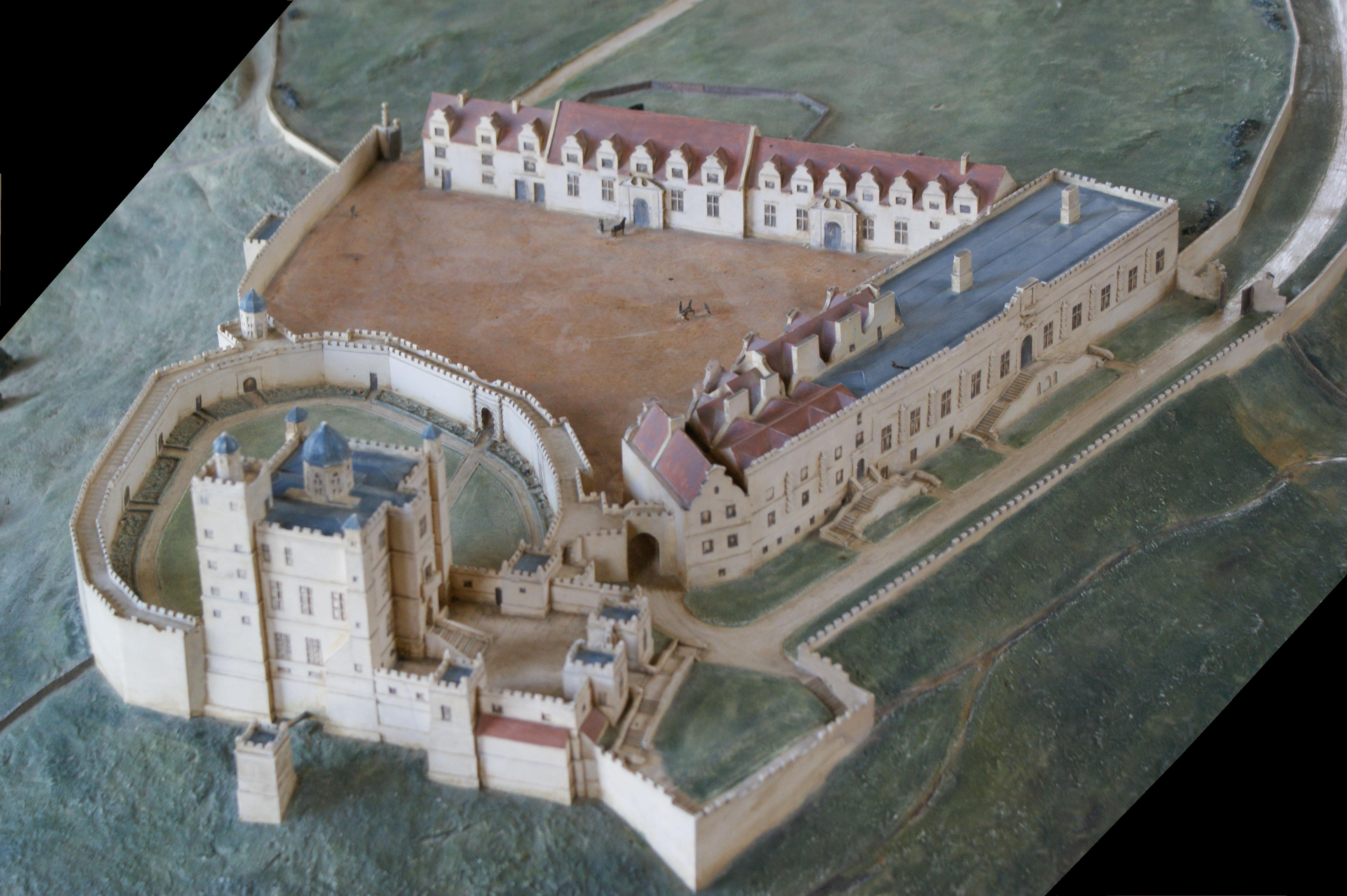
Макет замка Болсовер, каким он мог быть в конце XVII века.

Замок вернулся Короне в 1223 году; устранение ущерба, нанесенного графом Дерби при захвате замка шестью годами ранее стоило 33 фунта стерлингов. В течение следующих двадцати лет были возведены четыре башни, отремонтирована цитадель, части куртины, построены кухня и амбар — всё это обошлось в 181 фунт стерлингов. В 1290 года Болсовер и окружающие его владения были переданы в местным фермерам, и замок постепенно пришёл в упадок.

## Позднее время
В 1553 году замок Болсовер был передан Джорджу Толботу, 6-му графу Шрусбери, королём Эдуардом VI. После смерти Шрусбери в 1590 году его сын Гилберт, 7-й граф Шрусбери, продал руины замка своему шурину — сэру Чарльзу Кавендишу, — который хотел построить на этом месте новый замок. Известный архитектор Роберт Смитсон (1535—1614) спроектировал скорее роскошное поместье, а не укреплённый замок; строительство не было завершено на момент смерти Кавендиша в 1617 году. Интересно, что в при возведении «Маленького замка» использовалась женская рабочая сила, что необычно для того времени.

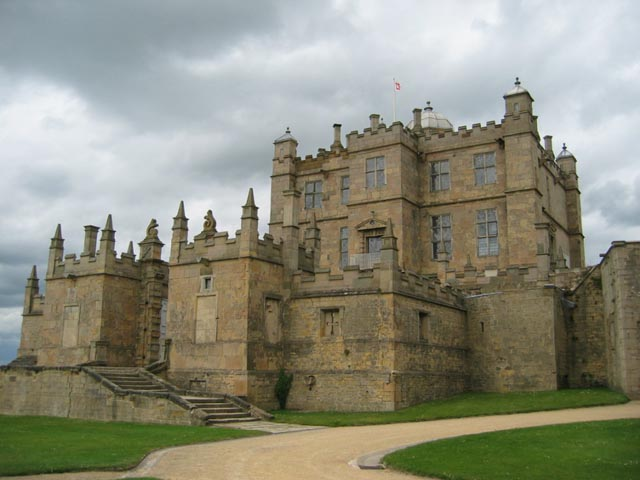
«Маленький замок»

Строительство замка продолжили два сына Кавендиша, Уильям и Джон, которые вдохновлялись работами архитектора Иниго Джонса в итальянском стиле. Башня, известная сегодня как «Маленький замок», была построена примерно в 1621 году. Строительство прерывалось гражданскими войнами 1642—1651 годов, во время которых замок взяли круглоголовые и разрушили его.
Уильям Кавендиш, который стал маркизом Ньюкасл в 1643 году и герцогом Ньюкасл-апон-Тайн в 1665 году, выстроил новый вестибюль и холл, и к моменту его смерти в 1676 году замок находился в хорошем состоянии. Семья жила в замке около двадцати лет, а затем через Маргарет Бентинк, герцогиню Портленд, владение перешло в семью Бентинк и стало одной из резиденций графов и герцогов Портленд. После 1883 года замок был необитаем, а в 1945 году 7-й герцог Портленд передал его государству. После проведения необходимых реставрационных работ замок частично открыли для публики. В настоящее время замок находится на попечении организации «Английское наследие» и открыт для посещения  .